# 红腺紫珠
红腺紫珠（学名：Callicarpa erythrosticta）为马鞭草科紫珠属的植物，为中国的特有植物。分布在中国大陆的海南等地，生长于海拔425米至1,400米的地区，多生长于谷地林中，目前尚未由人工引种栽培。